# Nacimiento
Nacimiento er en by og kommune i det sydøstlige Spanien i provinsen Almería. Den har et indbyggertal på 501 (2024) indbyggere.